# Cycnia nivalis
Cycnia nivalis är en fjärilsart som beskrevs av Richard Harper Stretch 1906. Cycnia nivalis ingår i släktet Cycnia och familjen björnspinnare. Inga underarter finns listade i Catalogue of Life.